# Служебник
Служебник (грецьк. Ἱερατικόν) — богослужебна книга для священнослужителів православної церкви з текстами релігійних відправ на кожен день згідно з порядком їх проведення і церковним календарем. Містить три літургії: святих Василія Великого, Івана Золотоустого і літургію передосвячених дарів, а також священичі, вечірні й ранкові дияконські молитви і причастя. До основної частини звичайно додається церковний календар і літургічні співи (тропарі, кондаки, задостойники), стихи (прокімени, алілуарії, причасні), кінцеві поминання тощо.

## Історія
Найстаріші східно-слов'янські служебники відомі з XII століття: Антонія Римлянина († 1147) і Варлаама Хутинського († 1192). Сучасні служебники походять від служебників обробки царгородського патріарха Філотея (1352 — 76), болгарського патріарха Євтимія († 1389) і київського митрополита Кипріяна († 1406). Найперше служебник вийшов друком у Терговищі (1508), в Київській митрополії у Вільні (1533) і в Стрятині (1604). Для Української Православної Церкви найважливішим є служебник митрополита Петра Могили, що появився у Києві в 1639 році і перевидавався у Києві, Чернігові і Львові до початку XVIII століття, коли був введений московський синодальний служебник.
Українська греко-католицька церква використовувала Мамоничевий служебник (першодрук у Вільні у 1617). У 1692 році митрополит Кипріян Жоховський додав літургії з Апостола і Євангелія за зразком грецьких служебників і в такому вигляді служебник друкувався впродовж XVIII — XX ст., поки у новому римському виданні 1942 року не був зведений до первісного вигляду.
В українському перекладі служебник вийшов в Українській автокефальній православній церкві в обробці комісії богослужбових книг Науково-богословського Інституту в Нью-Йорку, схвалений Українською православною автокефальною ієрархією в 1963 році, а в Українській греко-католицькій церкві під наглядом верховного архиєпископа Йосифа Сліпого в 1968 році у Римі.

## Видання
- Служебник / Українська [Автокефальна] Православна Церква — [Нью Джерзі : б.в.], 1963. — 240 с.
- Служебник. Ч. 1 / Українська Православна Церква Київського Патріархату — К., 2006. — 271 с.
- Служебник. Ч. 2 / Українська Православна Церква Київського Патріархату — К., 2006. — 239 с.